# Prunus cocomilia
Prunus cocomilia är en rosväxtart som beskrevs av Michele Tenore. Prunus cocomilia ingår i släktet prunusar, och familjen rosväxter. IUCN kategoriserar arten globalt som livskraftig. Utöver nominatformen finns också underarten P. c. puberula.